# 内藤綱秀
内藤 綱秀（ないとう つなひで、? - 天正18年（1590年）?（生没年未詳））は、日本の戦国時代・安土桃山時代の武将。後北条氏の譜代の家臣。仮名は孫四郎。官途名は左近将監、のちに大和守を受領した。
北条氏家臣・内藤氏の分家の出身とされる。先代は内藤康行（やすゆき、北条氏康の家臣）で、この養子という形で本家筋を継いだとされている。子に内藤直行（なおゆき）がいる。康行・綱秀・直行の1文字目は後北条氏の当主から偏諱を与えられたものと思われるが、｢康｣が3代氏康、｢綱｣が2代氏綱の1字と、逆転している理由は不明（綱秀が養父・康行より年長であるか、氏康から｢綱｣の字を下賜されたかのいずれかが考えられる）。
康行から継承した相模国津久井城主を後北条氏滅亡まで務めた。また、津久井衆筆頭でもあった。この津久井領は甲斐と国境を隣接するため、重要な地域だった。これからも分かるように後北条氏の信頼は厚かった。
豊臣秀吉による小田原征伐では津久井衆を率いて、4月に中郡白根に駐屯する豊臣勢に攻撃している。その一方で5月に津久井城普請、6月には相模の諸地域の麦の刈り取りを指揮している。6月に徳川軍の攻撃を受け奮戦するも、後北条氏の支城が次々と攻略される中でついに落城。その後の消息は不明である（ともに滅亡したともされる）。
嫡男の直行は北条氏直から1字を与えられてその名を名乗り、松田憲秀の娘を妻に迎えている。小田原征伐時も岳父・憲秀とともに行動し、出奔の謀議に関わっている。その後謀反する予定があったのか、処罰されたのかは不明だが、氏直が高野山に蟄居するときは直行も同行している。